# Jückelberg
Jückelberg  est une commune allemande de l'est du land de Thuringe située dans l'arrondissement du Pays-d'Altenbourg. Jückelberg fait partie de la Communauté d'administration de la Wiera.

## Géographie

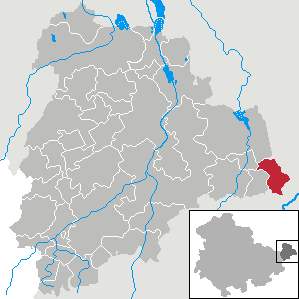
Situation de la commune dans l'arrondissement d'Altenbourg

Jückelberg est située dans l'est de l'arrondissement et c'est même la commune la plus orientale du land, à la limite avec les arrondissements de Saxe centrale et de Zwickau, au sud de la forêt de la Leina, à 20 km au sud-est d'Altenbourg, le chef-lieu de l'arrondissement. la commune est constituée des trois villages de Jückelberg, Flemmingen et Wolperndorf.
Communes limitrophes (en commençant par le nord et dans le sens des aiguilles d'une montre) : Langenleuba-Niederhain, Penig, Limbach-Oberfrohna, Waldenburg, Göpfersdorf et Frohnsdorf.

## Histoire

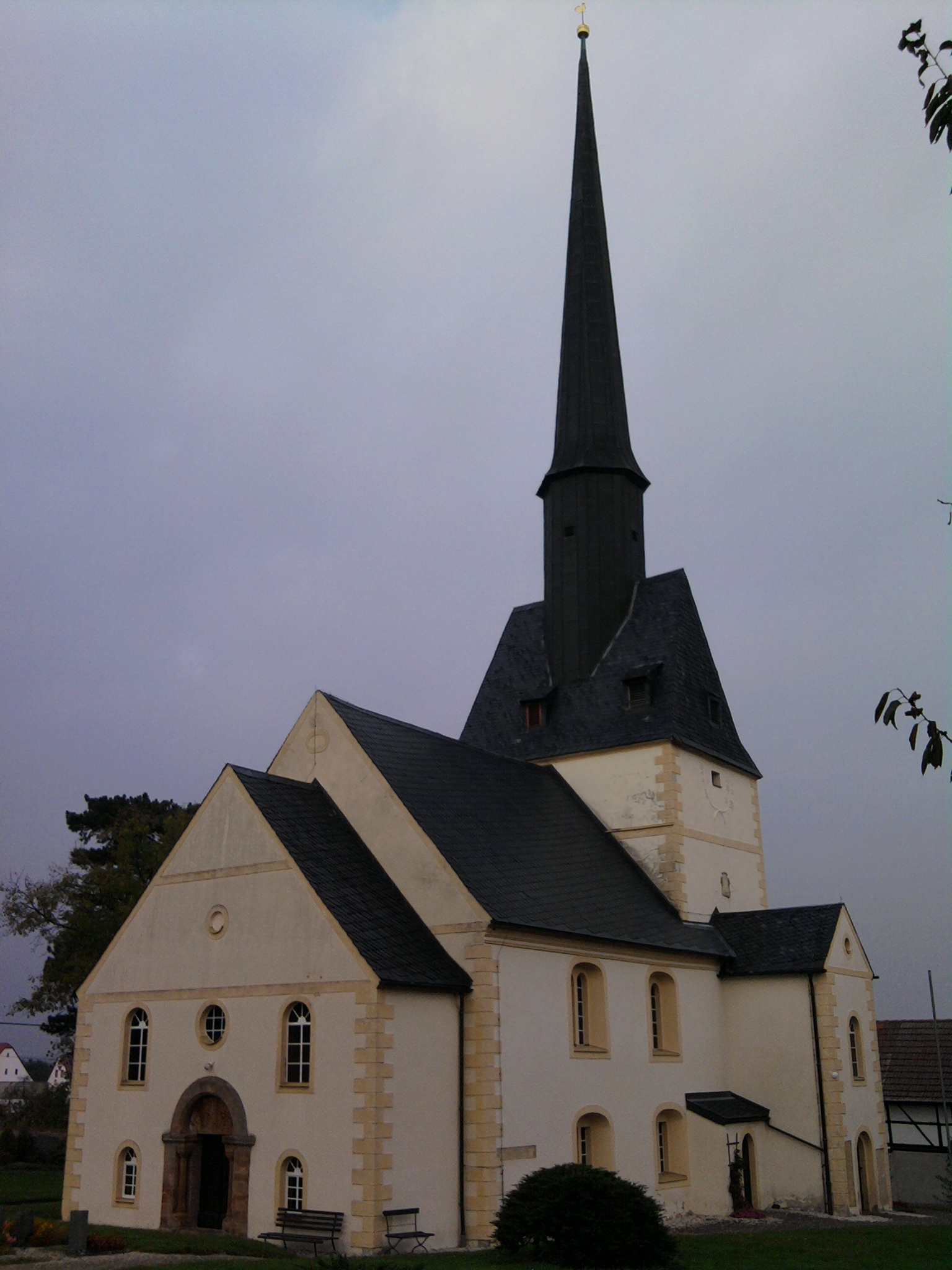
L'église de Flemmingen

La première mention écrite de Jückelberg date de 1280, Wolperndorf apparaît en 1336 et Flemmingen en 1529. L'église de Flemmingen, de style gothique tardif, possède un chœur roman datant de 1252. L'église Ste Walpurga de Wolperndorf, aussi de style gothique tardif, date de 1580.
Les trois communes ont appartenu au duché de Saxe-Altenbourg (cercle oriental, ostkreis) avant de rejoindre en 1920 le nouveau land de Thuringe. Elles se sont unies en 1973 pour former la commune de Jückelberg.

## Démographie
Commune de Jückelberg dans ses limites actuelles : 
| 1910 | 1933 | 1939 | 1995 | 2000 | 2005 | 2010 |
| ---- | ---- | ---- | ---- | ---- | ---- | ---- |
| 497  | 450  | 428  | 352  | 373  | 347  | 314  |